# Grevelingendammen

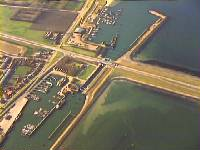
Grevelingendammen

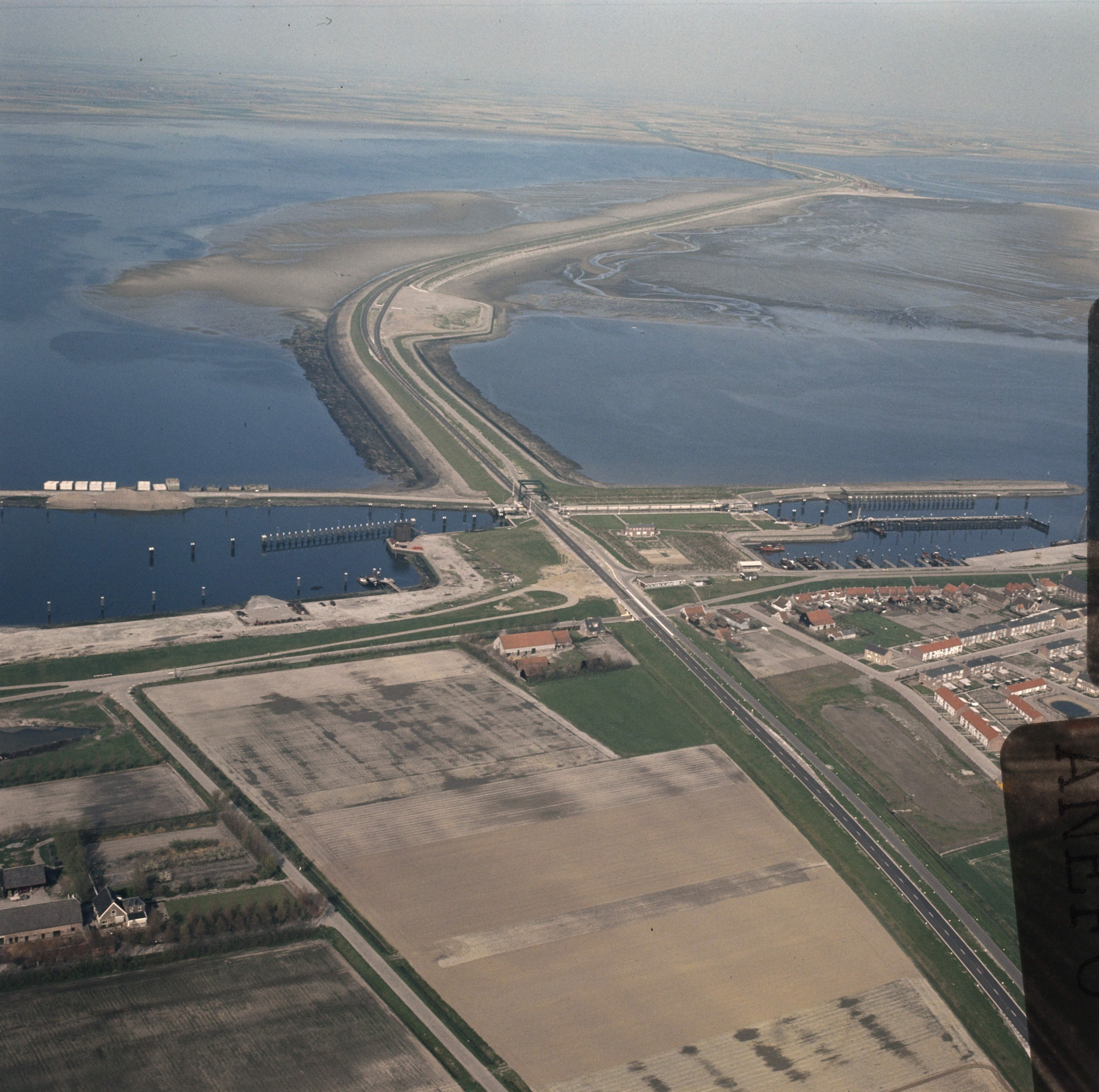
Grevelingendammen

Grevelingendammen (nederländska: Grevelingendam) är en översvämningsbarriär
 nära Goes i provinserna Zeeland och Zuid-Holland i sydvästra Nederländerna. Barriären ska skydda vid hotande översvämningar från Nordsjön och utgör en del av Deltawerken och invigdes 1965.

## Geografi
Hela skyddsbarriären sträcker sig igenom Grevelingen Meer mellan orten Bruinisse i kommunen Schouwen-Duiveland i Zeeland och orten Oude-Tonge i kommunen Goeree-Overflakkee i Zuid-Holland. Dammen skiljer insjön Grevelingen Meer från vattemområdet Volkerak och Oosterschelde.
Vid dammens östra del ansluter Philipsdammen.

## Konstruktionen
Grevelingendammen har en total längd om cirka 6 000 meter med en höjd på cirka 6 meter över vattenytan (NAP). Under konstruktionen höjdes först sandbanken Plaat van Oude Tonge, därefter byggdes en linbana varifrån stenmassor tippades i vattnet. Ovanpå detta byggdes sedan en rad av kassuner.
Det finns en sluss, Grevelingensluis, i barriären där fartyg kan passera. En andra sluss, Flakkeese Spuisluis, finns nära anslutningen med Philipsdammen.
Byggandet av barriären var även ett nödvändigt steg för att kontrollera vattenflöden inför byggandet av Haringvlietdammen, Brouwersdammen och Oosterscheldebarriären.

## Historia
Första spadtaget på dammen och slussen gjordes i april 1958, slussen färdigställdes i juni 1962 och dammen färdigställdes våren 1965 och invigdes officiellt den 1 april 1965.
Grevelingendammen är den fjärde barriären och den tredje dammen i hela Deltaprojektet. Grevelingendammen är dock längre än de båda tidigare Zandkreekdammen och Veerse Gatdammen.
Insjön Grevelingen Meer skapades 1971 i samband med byggandet av Brouwersdammen.
Silslussen Flakkeese Spuisluis renoverades 2016 och används endast till vattenbyte och högre syresättning mellan Grevelingen Meer och Oosterschelde.